# Parti de la renaissance (Chypre du Nord)
Le Parti de la renaissance (en turc : Yeniden Doğuş Partisi abrégé en YDP) est un parti politique de la Chypre du Nord. Il a été fondé le 7 octobre 2016.

## Résultats électoraux

### Élection présidentielle
| Année | Candidats    | Voix  | %    | Résultat |
| ----- | ------------ | ----- | ---- | -------- |
| 2020  | Erhan Arıklı | 5 937 | 5,36 | Élu Non  |

### Élections législatives
| Année | Voix    | %    | Élus   | Rang |
| ----- | ------- | ---- | ------ | ---- |
| 2018  | 376 826 | 6,99 | 2 / 50 | 6e   |
| 2022  | 318 763 | 6,39 | 2 / 50 | 5e   |